# تاتندورف
تاتندورف (به آلمانی: Tattendorf) یک منطقهٔ مسکونی در اتریش است که در ناحیه بادن واقع شده‌است. تاتندورف ۱٬۲۶۷ نفر جمعیت دارد.